# Tina Brown
Tina Brown (nascida Christina Hambley Brown, em 21 de novembro de 1952, em Maidenhead), também conhecida como Lady Evans, é uma jornalista, editora de revista, colunista, apresentadora e autora inglesa. Ela é a ex-editora-chefe da Tatler (1979 a 1982), Vanity Fair (1984 a 1992), The New Yorker (1992 a 1998) e a editora-chefe fundadora do The Daily Beast (2008 a 2013).  
Seu livro The Diana Chronicles (2007) é um biografia de Diana, Princesa de Gales (1961-1997), uma amiga pessoal. Aos vinte e cinco anos, Tina Brown tornou-se editora da revista Tatler e cresceu na indústria da mídia norte-americana enquanto trabalhou como editora para as revistas Vanity Fair (1984-1992) e The New Yorker (1992-1998). Ela já conquistou vários prêmios, entre eles o National Magazine Award. Adquiriu cidadania norte-americana em 2005. É casada com o também jornalista Sir Harold Evans desde 1981.